# Christopher Gygès
Christopher Gygès, né le 18 avril 1984 à Nouméa, est un homme politique français de Nouvelle-Calédonie.
Militant anti-indépendantiste, son engagement s'est d'abord manifesté par sa participation aux cabinets de membres du gouvernement de la Nouvelle-Calédonie, successivement Simon Loueckhote puis Sonia Backès. Il reste un fidèle de cette dernière dont il est l'un des principaux lieutenants au sein du parti qu'elle préside, Les Républicains calédoniens. Devenu lui-même un membre de l'exécutif local en 2017, il obtient son premier mandat électif lors des élections provinciales du 12 mai 2019, étant élu sous l'étiquette de la coalition L'Avenir en confiance au sein de l'Assemblée de la Province Sud et du Congrès de la Nouvelle-Calédonie. Le 13 juin 2019 puis le 17 février 2021, il est reconduit au sein des 16e puis 17e gouvernements.

## Origines, formation et carrière professionnelle
Christopher Gygès est le fils d'un capitaine de bateau, le Mary D - qui assure la liaison entre Nouméa et l'îlot Amédée -, et d'une institutrice.
Après une enfance et une scolarité passées dans sa ville natale, il obtient son baccalauréat économique et social (bac ES) en 2002 au lycée Lapérouse puis part en France métropolitaine pour son cursus supérieur. Il fait alors des études en sciences économiques à Montpellier puis à Paris où il termine avec un master en finance d'entreprise. De retour alors en Nouvelle-Calédonie en 2008, il entame un stage de six mois au bureau de Nouméa de l'Institut d'émission d'outre-mer (IEOM), prolongé par un contrat de cinq mois de chargé de mission. Mais, passionné par la politique depuis son enfance,, il s'engage rapidement aux côtés d'élus non-indépendantistes.

## Carrière politique

### Un homme de cabinet

#### Des débuts aux côtés de Simon Loueckhote
Il s'investit tout d'abord aux côtés du sénateur Simon Loueckhote, président depuis 2006 du Rassemblement pour la Calédonie (RPC), mouvement fondé alors pour regrouper les fidèles de l'ancien homme fort de la scène politique locale et du camp anti-indépendantiste, Jacques Lafleur. Christopher Gygès est ainsi candidat en 29e position sur la liste menée par Simon Loueckhote aux élections municipales des 9 et 16 mars 2008 à Nouméa, baptisée « La Diversité en mouvement ». Arrivée troisième au premier tour avec 3 185 voix soit 12,53 % des suffrages exprimés, elle contribue à mettre en ballotage le maire sortant, Jean Lèques, en place depuis 1986 et figure du Rassemblement-UMP. Après l'échec d'un projet de fusion avec la liste de la principale opposante à Jean Lèques, Sonia Lagarde de L'Avenir ensemble, la formation de Simon Loueckhote maintient sa troisième place au second tour avec 4 422 votes (17,47 %) pour quatre élus sur 53. Christopher Gygès n'est donc pas élu, mais confirme par la suite son ascension dans l'entourage du sénateur.
Ce dernier, fort de ce résultat et s'estimant peu soutenu par Jacques Lafleur lors de sa campagne, décide le 10 avril 2008, à partir de sa liste et d'autres personnalités essentiellement issues du RPC mais aussi nouvelles en politique, de créer un nouveau parti, le Mouvement de la diversité (LMD). Christopher Gygès en devient le responsable du projet économique, il est ainsi à l'origine de l'une des propositions phares de son programme, à savoir la création d'un « Fonds d'action social calédonien (Fasc) » qui servirait essentiellement (à 90 %) à financer les retraites, le reste pouvant ensuite être employé pour réduire les cotisations sociales et ainsi favoriser le pouvoir d'achat, en étant financé par des taxes sur les exportations du nickel, plafonnées à 8 % pour le minerai brut et à 4 % pour le semi-transformé,.
Bien que non candidat, il fait campagne pour la liste d'union entre L'Avenir ensemble du président du Gouvernement sortant, Harold Martin, et le LMD pour les élections provinciales du 10 mai 2009 dans le Sud. Elle arrive troisième sur dix, assez loin derrière deux autres formations non-indépendantistes, le Rassemblement-UMP de Pierre Frogier et Calédonie ensemble (créée l'année précédente par des dissidents de L'Avenir ensemble sous la conduite de Philippe Gomès), avec 9 894 voix et 16,33 % des suffrages pour huit sièges sur 40 (dont deux au LMD), ainsi que six élus sur les 54 du Congrès. Personne n'ayant de majorité, les trois forces « loyalistes » décident de signer un « pacte républicain » afin de stabiliser les institutions et se répartir les postes stratégiques, Pierre Frogier prenant la présidence de l'Assemblée de la Province Sud, Philippe Gomès celle du Gouvernement et Harold Martin celle du Congrès,. Dans cette configuration, Simon Loueckhote obtient l'un des sièges de membre du Gouvernement Gomès, chargé de la Fonction publique, de la Qualité du Service public, des Simplifications administratives et du suivi du Schéma d'Aménagement et de Développement de Nouvelle-Calédonie. Christopher Gygès intègre alors son cabinet en tant que collaborateur,.

#### L'éminence grise de Sonia Backès
C'est alors qu'il commence à côtoyer une autre membre du Gouvernement Gomès, Sonia Backès, figure montante du Rassemblement-UMP,. Le « pacte républicain » volant en éclat en raison d'une opposition de plus en plus vive entre Calédonie ensemble et le Rassemblement-UMP, ce dernier se rapprochant de l'UC pour trouver un nouvel équilibre dans les institutions, le Gouvernement de Philippe Gomès chute le 17 février 2011. Dans le nouvel exécutif mis en place, Christopher Gygès rejoint le cabinet de Sonia Backès, désormais porte-parole et membre chargée des secteurs clés du budget, des finances, de la fiscalité, de l'économie numérique, de l'énergie, des questions liées à la communication audiovisuelle, à l'enseignement supérieur, à la recherche et au transfert de l'enseignement,. Il rejoint également le Rassemblement-UMP, et devient un des cadres de son mouvement de jeunesse.
En tant que collaborateur de Sonia Backès, il est tout particulièrement chargé des dossiers liés à la fiscalité et à l'énergie, est membre de plusieurs conseils d'administration comme ceux d'Enercal ou de l'Office des postes et télécommunications (OPT), et est président du Comité territorial pour la maîtrise de l'énergie (CTMA),. Il travaille ainsi sur les mesures adoptées alors par l'exécutif local pour développer la filière des énergies renouvelables dans l'archipel (subvention d'équilibre de 100 millions de Francs CFP, soit 838 000 €, aux acteurs du secteur inscrite au budget 2012, revalorisation en 2013 du tarif du kWh de 11 à 18 F CFP pour l'éolien et de 18 à 18 F CFP pour le photovoltaïque, lancement de projets d'un parc éolien, de deux fermes solaires, d'un barrage hydroélectrique sur la Ouiné et de plusieurs petites centrales au fil de l'eau facilités par une nouvelle loi du pays sur l'hydroélectricité et financés, entre autres, grâce à une ouverture du capital aux épargnants, préparation d'un cadre légal permettant la vente d'électricité produite par des particuliers finalement mis en place en 2016, même si plusieurs de ces décisions vont être par la suite annulées par le tribunal administratif saisi par Calédonie ensemble),. Concernant la fiscalité, il participe à la préparation d'un projet de taxe sur la valeur ajoutée (TVA) locale à taux unique, baptisée « Taxe générale sur les activités » (TGA), voté par le Congrès le 9 janvier 2012 mais dont la mise en place, initialement prévue au 1er janvier 2013, est plusieurs fois reportée puis définitivement abandonnée lors d'un nouveau vote de l'assemblée néo-calédonienne le 17 janvier 2014,,,.
Devenu l'un des plus fidèles soutiens de Sonia Backès, il décide de la suivre lorsque, avec plusieurs trentenaires ou quadragénaires de plus en plus critiques à l'égard de la direction du Rassemblement-UMP et de son président Pierre Frogier à la suite de l'échec électoral des législatives de 2012, elle fait dissidence pour participer à la création du Mouvement populaire calédonien (MPC) le 28 mars 2013 (elle en devient la secrétaire générale et la numéro deux après son président, l'ancien député Gaël Yanno). Puis, le 17 octobre suivant, le MPC s'associe au RPC (désormais dirigé par la fille de Jacques Lafleur, Isabelle Lafleur) et au Mouvement républicain calédonien (MRC) de Philippe Blaise pour fonder une coalition électorale baptisée Union pour la Calédonie dans la France (UCF). C'est sous cette étiquette que Christopher Gygès participe une nouvelle fois aux élections municipales des 23 et 30 mars 2014 à Nouméa, en 19e position sur la liste « Union pour Nouméa » menée par Gaël Yanno au premier tour qui obtient le deuxième meilleur score avec 34,66 % des voix, talonnant « Avec nous, ça va changer » de la nouvelle députée Calédonie ensemble-UDI Sonia Lagarde (36,28 %) et devançant largement le Rassemblement et ses alliés de Jean-Claude Briault (15,42 %). Au second tour, cette dernière fusionne avec la formation de Gaël Yanno, et Christopher Gygès se retrouve désormais à la 21e place. La liste est alors battue par celle de Sonia Lagarde, qui met fin à 37 ans de domination du Rassemblement et devient la première femme élue maire à Nouméa, avec 48,38 % des suffrages et 13 élus sur 53 : Christopher Gygès n'obtient donc pas de mandat de conseiller municipal. Pour les élections provinciales du 11 mai suivant, il n'est pas présent sur la liste UCF en Province Sud, désormais emmenée par Sonia Backès, mais fait activement campagne, notamment sur les réseaux sociaux. Après le scrutin, lors duquel l'UCF arrive troisième (derrière Calédonie ensemble de Philippe Gomès et le Front pour l'unité ou FPU, une alliance formée autour du Rassemblement) et obtient six sièges sur les 54 du Congrès, Sonia Backès retrouve sa place au gouvernement, en étant désormais chargée de la protection sociale, de la solidarité, du handicap, de l'agriculture, de l'élevage, de la pêche et de la politique de la famille, et elle conserve Christopher Gygès à ses côtés en tant que chef de cabinet,.
Il suit encore une fois Sonia Backès lorsqu'elle quitte le gouvernement et le MPC pour prendre la présidence au Congrès du nouveau groupe Les Républicains de Nouvelle-Calédonie, réunissant Le Rassemblement et ses alliés traditionnels depuis 2013, le RPC d'Isabelle Lafleur et quelques dissidents du MPC comme Sonia Backès. Christopher Gygès devient alors son directeur de cabinet. Puis, lorsqu'elle se présente aux élections législatives des 11 et 18 juin 2017 dans la 1re circonscription (à savoir Nouméa, l'île des Pins et les Îles Loyauté) contre le candidat officiellement investi par Les Républicains et Le Rassemblement, Bernard Deladrière, il est son directeur de campagne. Battue au second tour par le candidat de Calédonie ensemble, Philippe Dunoyer, qui était soutenu aussi pour ce tour par Le Rassemblement ou le MPC qui forment alors une « Plateforme commune » avec le parti de Philippe Gomès, Sonia Backès fédère autour d'elle tous les non-indépendantistes exclus ou hostiles à cette nouvelle alliance dans un nouveau groupe au Congrès qui devient en décembre 2017 un parti dont elle prend la présidence : Les Républicains calédoniens. Christopher Gygès en intègre la direction, en étant l'un des animateurs du Pôle projet avec l'adjoint au maire de Nouméa Marc Zeisel.

### Un cadre des Républicains calédoniens et de LREM
C'est à partir de 2017 et de la fondation des Républicains calédoniens que Christopher Gygès commence à arriver sur le devant de la scène politique en obtenant ses premiers mandats électifs. Par ailleurs, il adhère dès sa création à En marche, devenu ensuite La République en marche (LREM), et est donc l'une des principales figures politiques néo-calédoniennes à soutenir localement l'action d'Emmanuel Macron, aux côtés, entre autres, d'Isabelle Lafleur ou de deux dissidents de Calédonie ensemble : la maire de Nouméa Sonia Lagarde et Nicolas Metzdorf.

#### Membre du gouvernement Germain II
À l'occasion de l'élection du 15e gouvernement issu du statut de l'accord de Nouméa le 31 août 2017, le groupe Les Républicains calédoniens au Congrès présente une liste du même nom menée par Christopher Gygès. Totalisant les six voix de la formation, cette liste gagne ainsi un siège de membre du gouvernement pour Christopher Gygès. Cet exécutif n'entre officiellement en fonction que le 1er décembre 2017 avec la réélection de Philippe Germain (Calédonie ensemble) à la présidence et de Jean-Louis d'Anglebermes (FLNKS-UC) à la vice-présidence (Christopher Gygès est le seul à ne pas voter pour eux mais à voter blanc). Le 6 décembre 2017, il obtient le contrôle et l'animation des secteurs de la protection sociale, de la famille, de la solidarité, du handicap et de la protection judiciaire de l'enfance et de la jeunesse.
À ce poste, qu'il conserve jusqu'aux élections provinciales suivantes du 12 mai 2019, il s'engage tout d'abord à continuer d'appliquer le Schéma directeur du handicap et de la dépendance adopté durant le mandat de son prédécesseur, Isabelle Champmoreau, et il est à l'origine de plusieurs mesures visant à favoriser l'accès à l'emploi des personnes en situation de handicap comme par exemple : l'octroi de 300 millions de Francs CFP (2,514 millions d'euros) par an pour l'amélioration des conditions de travail (adaptation des machines, aménagement des postes, des lieux, des accès, financement d’équipements spécifiques, financement d’études d’adaptation par des ergothérapeutes, compensation financière des délais d’aménagement) et pour financer des aides directes aux entreprises favorisant l’embauche et l’insertion professionnelle (prise en charge partielle des cotisations sociales patronales pour un contrat d'au moins 3 mois et prime à l'embauche pour tout CDI, financement de formations, aide à la création d’entreprise ou financement d’équipements pour les travailleurs indépendants, financement de projets d’associations ou d’institutions favorisant l’insertion professionnelle des personnes en situation de handicap) ; la mise en place à partir du 5 septembre 2018 du guichet unique numérique www.handicap.nc. Il crée également, en octobre 2018, une mission d'« ambassadeur du handicap » auprès des établissements scolaires confiée à l'athlète handisport Nicolas Brignone. Afin de favoriser l'insertion sociale des sportifs en situation de handicap, il fait signer en décembre 2018 une convention entre le groupement d’intérêt public (GIP) handicap, dépendance et bien vieillir, la Ligue calédonienne de sport adapté et handisport, et le pôle France handisport d’athlétisme de Nouvelle-Calédonie afin de permettre aux athlètes handisports de concilier vie professionnelle et carrière sportive. Enfin, il finalise le projet de loi du pays améliorant la prise en charge des personnes en situation de handicap ou en perte d'autonomie par la mise en place d'un fonds d'action sociale, texte en préparation depuis 2016 et finalement voté à l'unanimité par les élus du Congrès en mars 2019.
Concernant la politique de la famille, il met en place, le 9 mars 2018, le Conseil calédonien de la famille (CCF), organe consultatif visant à faire dialoguer entre eux les principaux acteurs associatifs, économiques, sociaux et institutionnels pour faire des propositions en la matière, qui avait été créé en août 2017 par son prédécesseur, Isabelle Champmoreau, et qui tient ses premières réunions sous sa présidence. Il se fixe ainsi trois priorités : la petite enfance, avec la prolongation de l’exonération de cotisations sociales pour les crèches ; le « bien vieillir », avec une « réflexion » sur le rôle à donner aux associations d'aide aux personnes âgées ; la protection de l'enfance avec l'élaboration d'un plan territorial sur le rôle et le statut des familles d’accueil, les dispositifs de protection des mineurs, la prévention et la répression de la délinquance dans le cadre familial, la parentalité, la déscolarisation, le handicap, etc.. Il propose par ailleurs la suspension des allocations familiales en cas de récidive d’actes de délinquance des enfants, sur le modèle de ce qui est fait pour l'absentéisme scolaire, pour que « cela soit une épée de Damoclès pour justement éviter d’y arriver » et en associant cette mesure à « un renforcement d’accompagnement des parents ».
Confronté, quelques jours seulement après sa prise de fonction, à une manifestation des retraités réclamant une amélioration de leur pouvoir d'achat, il est chargé de répondre à leurs revendications. Ainsi, il fait adopter une délibération pour indexer le complément retraite de solidarité (CRS) sur l'inflation. Puis, il pilote le lancement le 26 novembre 2018 de la « Carte Seniors » offrant des réductions voire la gratuité sur certains services aux plus de 60 ans.
Relativement présent médiatiquement, il fait notamment figure de principal opposant au sein de l'exécutif local au président Philippe Germain et à Calédonie ensemble, les accusant de « mener le pays à sa perte » en apportant « du désordre et de la division » ou critiquant leur méthode pour mener à bien leur réforme qui, selon lui, se fait « contre les partenaires sociaux ». Plusieurs polémiques opposent d'ailleurs les deux hommes dans la presse ou sur les réseaux sociaux, par exemple au sujet du système des retraites complémentaires. De plus, seul membre LREM du gouvernement, il prône pour un renouvellement de la classe politique néo-calédonienne en s'ouvrant sur la société civile,.

#### Directeur de campagne de L'Avenir en confiance
En février 2019, une alliance « loyaliste » est formée pour les élections provinciales du 12 mai 2019 sous le nom de L'Avenir en confiance et sous la conduite de Sonia Backès, réunissant Les Républicains calédoniens, Le Rassemblement et le MPC, pour s'opposer à la fois aux indépendantistes et à Calédonie ensemble (qu'ils qualifient de « nationalistes »). Christopher Gygès en devient le directeur de campagne. Il est tout particulièrement chargé d'organiser un important meeting de lancement sur l'hippodrome Henri Milliard dans le quartier de l'Anse Vata à Nouméa le 2 mars 2019 qui réunit, selon eux, 2 000 personnes. Il coordonne la stratégie de la liste, reposant sur une association entre grands rassemblements de ce type visant à souligner un objectif d'unité, de réunions de proximité et d'une utilisation intensive des réseaux sociaux, tout en portant l'essentiel des attaques contre Calédonie ensemble,. Christopher Gygès est aussi candidat sur la liste, en huitième position.
Le jour du scrutin, L'Avenir en confiance remporte un réel succès puisqu'elle devient la première force politique en nombre de voix cumulées dans l'ensemble de l'archipel, et obtient le meilleur score réalisé par une liste dans le Sud depuis 1999, avec 28 802 voix soit 40,59 % des électeurs s'étant exprimés dans cette province. Gagnant alors vingt sièges sur 40 à l'Assemblée provinciale et, avec la liste également présentée dans le Nord, 18 conseillers sur 54 au Congrès, le plus important groupe de cet hémicycle. Christopher Gygès est donc, pour la première fois, élu dans ces deux institutions et devient un des piliers de la nouvelle majorité. Il prend notamment, momentanément, la présidence de la commission intérieure de la législation et réglementation économiques et fiscales ainsi que la vice-présidence de celle du travail et de la formation professionnelle tout en étant membre de la commission permanente au Congrès, du 24 mai au 5 juillet 2019. Mais, étant réélu au sein du gouvernement, il doit abandonner ces mandats le temps de sa participation à l'exécutif.

#### Porte-parole du gouvernement Santa
Il est le second de la liste présentée par le groupe L'Avenir en confiance et ouverte aux élus du petit parti ethnique L'Éveil océanien pour l'élection du 16e gouvernement issu de l'accord de Nouméa le 13 juin 2019, derrière le président du Rassemblement Thierry Santa. Elle obtient alors cinq des 11 postes à pourvoir. Toutefois, Christopher Gygès n'en devient officiellement membre, comme pour l'ensemble de ses collègues, que le 6 juillet 2019, soit une semaine après l'élection du nouveau président du gouvernement, Thierry Santa. Et, le 9 juillet suivant, à l'occasion des répartitions des secteurs entre les membres, il devient l'un des deux porte-parole avec l'indépendantiste Didier Poidyaliwane et est chargé de contrôler et d'animer les secteurs de l'économie et des mesures de relance, du commerce extérieur, de la fiscalité, de l'énergie, de l'économie numérique, de l' économie de la mer, de la politique du « bien vieillir » et de la politique de solidarité.
Annonçant vouloir « rétablir la confiance et le dialogue » qui se serait dégradé, selon lui, « entre le monde économique et le monde politique », il est chargé de mettre en place le programme économique libéral de L'Avenir en confiance. Entamant des concertations avec les acteurs économiques (organisations patronales comme le MEDEF, chambres consulaires, clusters ...), il promeut dès son entrée en fonction la préparation de deux projets de loi du pays pour la relance économique et de programmation fiscale pour l'ensemble du mandat 2019-2024. Pour les préparer, il organise aux mois de septembre et d'octobre 2019 un « Grand débat des entreprises » appelé « La parole aux entrepreneurs ».
Le premier texte, sur la relance économique, est adopté à l'unanimité par le gouvernement le 5 novembre 2019 puis par le Congrès le 30 décembre suivant, par 35 voix (celles des groupes L'Avenir en confiance et UC-FLNKS et Nationalistes, ainsi que des non-inscrits de L'Éveil océanien et de Générations NC) et 17 abstentions (celles des groupes Calédonie ensemble et UNI). Présentant ces mesures comme « pragmatiques », Christopher Gygès met l'accent sur la création d'emplois dans le secteur privé pour augmenter le pouvoir d'achat des salariés par l'aide aux entreprises, la simplification administrative par la dématérialisation et la déréglementation, parlant de « changer de paradigme et tendre vers une administration qui conseille plutôt qu’elle ne sanctionne et qui accompagne davantage le développement économique ». La loi comprend quatre axes, avec tout d'abord « la modernisation et la simplification des relations entre entrepreneurs et administration » (avec l'instauration, sur le modèle métropolitain, d'un droit à l'erreur en matière fiscale, douanière et économique, ou par des dispositifs d'amélioration des délais de paiement de l’administration passant notamment par la dématérialisation des factures). Ensuite, elle vise « le soutien à l’économie et à l’entrepreneuriat » pour « améliorer la trésorerie des entreprises et leur capacité d’autofinancement afin de leur permettre d’investir » (avec une baisse de l'impôt sur les sociétés pour les petites entreprises ou un remboursement anticipé des anciennes taxes à l’importation sur les stocks déjà payées par les sociétés lors de l’entrée en vigueur de la Taxe générale à la consommation ou TGC, soit 4 milliards de Francs CFP ou 33,5 millions d'euros réinjectés auprès de 1 100 entreprises afin de donner un « nouveau souffle » à l'économie, une mesure pour sa part adoptée par 41 élus du Congrès soit l'ensemble des conseillers à l'exception de ceux de l'UNI). Le troisième volet concerne « le pouvoir d’achat, la protection du consommateur et la concurrence » (essentiellement orienté vers les revenus du travail et inspiré de la loi portant mesures d'urgence économiques et sociales adoptée au plan national en décembre 2018, avec une défiscalisation des heures supplémentaires jusqu'à un revenu annuel de 500 000 F CFP ou 4 190 €, ou en donnant la possibilité aux employeurs de verser une prime exceptionnelle exonérée d'impôts et plafonnée à 100 000 F CFP ou 838 €). Enfin, la loi « introduit des dispositifs fiscaux nouveaux en faveur de l’innovation et du rééquilibrage afin d’impulser la transformation et la diversification de l’économie » (par la création d'un crédit d'impôt pour la recherche et l'innovation et pour le financement participatif des entreprises, sur le modèle du crédit d'impôt recherche métropolitain, ou encore par la possibilité donnée aux Provinces de créer des zones franches).